# Prefettura di Labé
Labé è una prefettura della Guinea nella regione di Labé, con capoluogo Labé.
La prefettura è divisa in 13 sottoprefetture:
- Dalein
- Daralabe
- Diari
- Dionfo
- Garambé
- Hafia
- Kaalan
- Kouramangui
- Labé
- Noussy
- Popodara
- Sannou
- Tountouroun